# Правдивое кино
«Правдивое кино» (англ. Cinema Verite) — телевизионный фильм 2011 года, с Дайан Лейн и Тимом Роббинсом в главных ролях. Съемки проходили в Южной Калифорнии.

## Сюжет
Закулисная история о первой американской семье, ставшей героями ТВ-реалити шоу.

## В ролях
| Актёр              | Роль          |
| ------------------ | ------------- |
| Дайан Лейн         | Пэт Луд       |
| Тим Роббинс        | Билл Луд      |
| Джеймс Гандольфини | Крейг Гилберт |
| Патрик Фьюгит      | Алан Рэймонд  |
| Томас Деккер       | Лэнс          |
| Кейтлин Девер      | Мишель Лауд   |
| Джонни Симмонс     | Кевин Луд     |
| Кэтлин Куинлан     | Мария         |
| Лолита Давидович   | Валерия       |
| Кайл Рябко         | Джеки Кёртис  |
| Эмилио Ривера      | сторож        |

## Факты о фильме
- Синема верите (фр. cinéma vérité, «правдивое кино») — термин, обозначающий направление в киноискусстве, добивающееся документальной правды в художественном фильме.

## Награды и номинации

### Номинации
- 2011 — «Эмми»: лучший мини-сериал или телевизионный фильм, лучшая женская роль в мини-сериале или телефильме (Дайан Лейн)
- 2012 — «Золотой глобус»: лучшая актриса мини-сериала или фильма на ТВ (Дайан Лейн), лучший актёр второго плана мини-сериала или фильма на ТВ (Тим Роббинс), лучший мини-сериал или фильм на ТВ
- 2012 — «Гильдия киноактёров США»: лучшая женская роль в телефильме или мини-сериале (Дайан Лейн)

## Даты выхода фильма
- 23 апреля 2011 — США
- 19 июня 2011 — Мексика
- 30 июня 2011 — Испания
- 6 декабря 2011 — Италия
- 10 февраля 2012 — Нидерланды Ограниченный прокат
- 25 апреля 2012 — Швеция Премьера на DVD
- 13 мая 2012 — Венгрия
- 19 июня 2012 — Аргентина Премьера на DVD